# بيل بيترمان
بيل بيترمان (بالإنجليزية: Bill Peterman)‏ هو لاعب كرة قاعدة أمريكي، ولد في 20 مارس 1921 في فيلادلفيا في الولايات المتحدة، وتوفي بنفس المكان في 13 مارس 1999.